# Споднє Роє
Споднє Роє (словен. Spodnje Roje) — поселення в общині Жалець, Савинський регіон, Словенія. 
Висота над рівнем моря: 259,7 м.